# De Turkse slavin
De Turkse slavin (Italiaans: La schiava turca), ook bekend als Portret van een jonge vrouw (Ritratto di giovane donna), is een schilderij van Parmigianino, dat hij rond 1532 schilderde. Het wordt gezien als een van de hoogtepunten binnen zijn oeuvre. Sinds 1928 maakt het doek deel uit van de collectie van de Galleria nazionale in Parma.

## Voorstelling
Op De Turkse slavin is een jonge vrouw met bruin haar en bruine ogen in halve lengte afgebeeld. Ze draagt een jurk of bovenstukje van wit zijde met gouden strepen. Haar overjurk van indigo satijn heeft grote pofmouwen en valt heel laag over de schouder, waardoor de onderkleding zichtbaar blijft. Op haar heupen draagt ze een witte schort, een kledingstuk dat ook op Parmigianino's Antea te zien is. De pluim in haar hand is gemaakt van struisvogelveren.
Op haar hoofd draagt de vrouw een balzo, een hoofddeksel dat bestond uit een skelet van bijvoorbeeld wilgentenen waarop textiel werd aangebracht. Op De Turkse slavin is deze balzo nog versierd met gouddraad en een medaillon van Pegasus. Deze hoofdtooi was ooit bedacht voor de markiezin van Mantua Isabella d'Este en vervolgens populair geworden in adellijke kringen. Het komt op veel portretten uit die periode voor. De titel De Turkse slavin waaronder het werk nu meestal bekendstaat, is in de achttiende eeuw bedacht toen kenners de balzo voor een tulband aanzagen en de gouden juwelen aan de rechterarm voor ketenen.
Over de identiteit van de jonge vrouw op De Turkse slavin doet een aantal theorieën de ronde. Het zou om Giulia Gonzaga kunnen gaan rond de tijd van haar huwelijk met Vespasiano Colonna of om een lid van de familie van Francesco Baiardo, beschermheer van de schilder. Naar aanleiding van een tentoonstelling rond het schilderij in de Frick Collection noemde curator Aimee Ng de dichteres Veronica Gambara als waarschijnlijke kandidaat. Het medaillon met Pegasus, symbool van de poëtische verbeeldingskracht, zou een vingerwijzing in die richting kunnen zijn.

## Herkomst
In de zeventiende eeuw heeft kardinaal Leopoldo de' Medici uit Florence het schilderij in bezit. Na diens overlijden in 1675 komt het in de Uffizi terecht, waar het in 1704 en 1890 in de inventaris vermeld wordt, de laatste keer als Portret van een jonge vrouw met een tulband op haar hoofd, in haar linkerhand houdt ze een pluim, van de hand van Parmigianino. Op 5 september 1928 verhuist het werk naar de Galleria nazionale in Parma als onderdeel van een ruil tussen beide musea.
Bij een restauratie in 1968 werd een donkere verflaag verwijderd en kwam de achtergrond in aardetinten tevoorschijn. Deze ingreep is echter niet onomstreden; verschillende kenners denken dat Parmigianino de donkere achtergrond zelf heeft aangebracht enige tijd na de voltooiing van het doek.

## Afbeeldingen

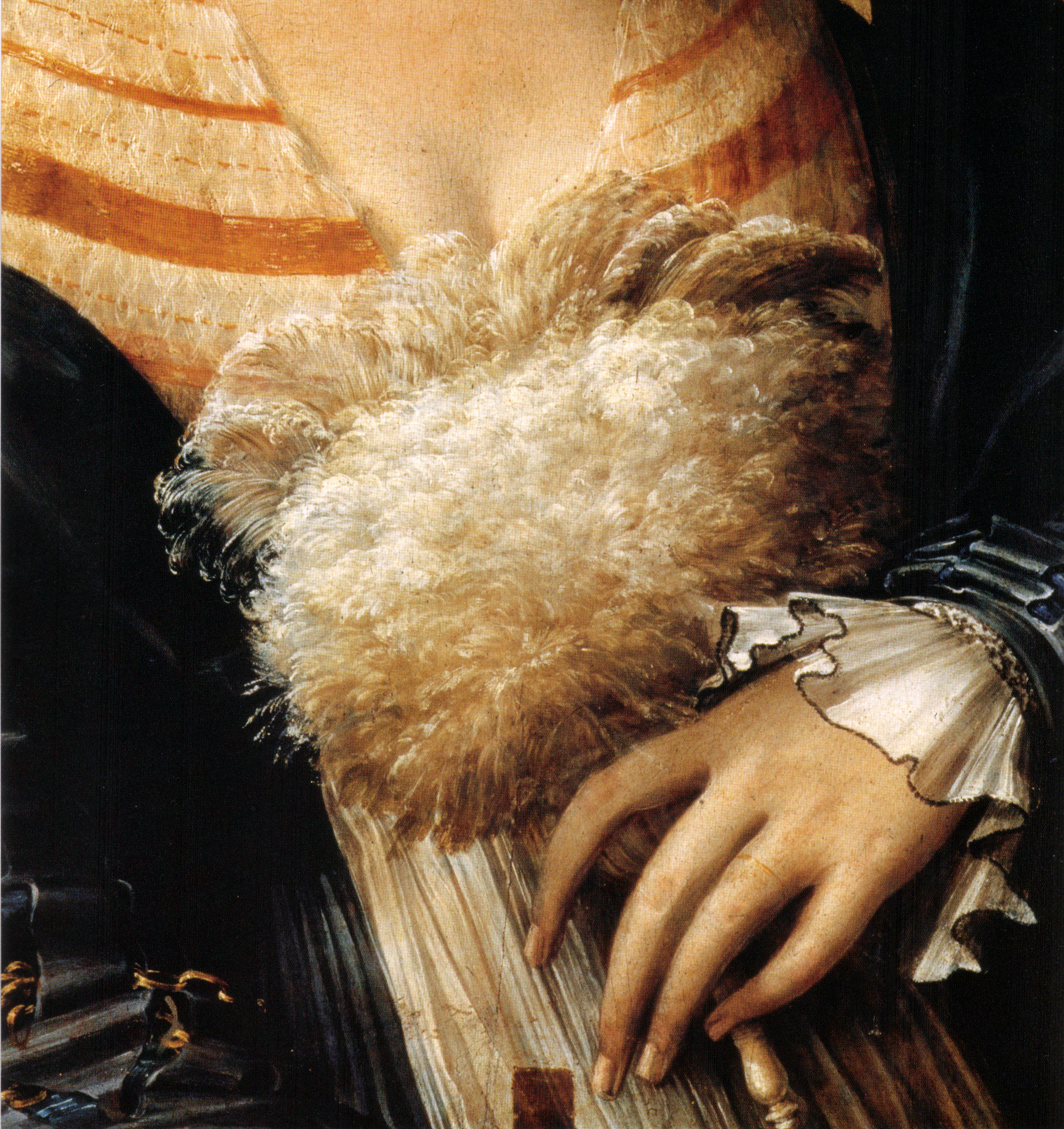
detail
Portret van Isabella d'Este - Titiaan